# Конус (топология)

Конус окружности. Исходное пространство выделено голубым цветом, стянутая конечная точка выделена зелёным цветом.

Конус в топологии — топологическое пространство, получающееся из исходного пространства {\displaystyle X} стягиванием подпространства {\displaystyle X\times \{0\}} его цилиндра ({\displaystyle X\times [0,1]}) в одну точку, то есть, факторпространство {\displaystyle (X\times [0,1])/(X\times \{0\})}. Конус над пространством {\displaystyle X} обозначается {\displaystyle \mathrm {C} X}.
Если {\displaystyle X} — компактное подмножество евклидова пространства, то конус над {\displaystyle X} гомеоморфен объединению отрезков из {\displaystyle X} в выделенную точку пространства, то есть, определение топологического конуса согласуется с определением конуса геометрического. Однако топологический конус является более общей конструкцией.

## Примеры
Конус над точкой {\displaystyle p} вещественной прямой — это интервал {\displaystyle \{p\}\times [0,1]}, конус над интервалом вещественной прямой — заполненный треугольник (2-симплекс), конус над многоугольником {\displaystyle P} — это пирамида с основанием {\displaystyle P}. Конус над кругом — это классический конус (с внутренностью); конус над окружностью — боковая поверхность классического конуса:
{\displaystyle \{(x,y,z)\in \mathbb {R} ^{3}\mid x^{2}+y^{2}=z^{2}\wedge 0\leqslant z\leqslant 1\}},
гомеоморфная кругу.
В общем случае конус над гиперсферой гомеоморфен замкнутому {\displaystyle (n+1)}-мерному шару. Конус над {\displaystyle n}-симплексом — {\displaystyle (n+1)}-симплекс.

## Свойства
Конус {\displaystyle \mathrm {C} X} может быть сконструирован как цилиндр постоянного отображения {\displaystyle X\to \{0\}}
.
Все конусы являются линейно связными, поскольку любую точку можно соединить с вершиной. Более того, любой конус является стягиваемым к вершине с помощью гомотопии, задаваемой формулой {\displaystyle h_{t}(x,s)=(x,(1-t)s)}.
Если {\displaystyle X} является компактным и хаусдорфовым, то конус {\displaystyle \mathrm {C} X} можно представить как пространство отрезков, соединяющих каждую точку {\displaystyle X} с единственной точкой; если {\displaystyle X} не является компактным или хаусдорфовым, то это не так, поскольку в общем случае топология на факторпространстве {\displaystyle \mathrm {C} X} будет тоньше, чем множество отрезков, соединяющих {\displaystyle X} с точкой.
В алгебраической топологии конусы широко применяются благодаря тому, что представляют пространства как вложения в стягиваемое пространство; в этой связи также важен следующий результат: пространство {\displaystyle X} стягиваемо тогда и только тогда, когда оно является ретрактом своего конуса.

## Конический функтор
Отображение {\displaystyle X\mapsto \mathrm {C} X} порождает конический функтор — эндофунктор {\displaystyle \mathrm {C} :\mathbf {Top} \to \mathbf {Top} } над категорией топологических пространств {\displaystyle \mathbf {Top} }.

## Приведённый конус
Приведённый конус — конструкция над пунктированным пространством {\displaystyle (X,x_{0})}:
{\displaystyle \mathrm {C} (X,x_{0})={\big (}X\times [0,1]{\big )}/{\big (}(X\times \left\{0\right\})\cup (\left\{x_{0}\right\}\times [0,1]){\big )}}.
Естественное вложение {\displaystyle x\mapsto (x,1)} позволяет рассмотреть всякое пунктированное пространство как замкнутое подмножество своего приведённого конуса.